# Edouard Leclère
Edouard Joseph Camille Leclère (Mussy-la-Ville, 2 juni 1913 - Aarlen, 1 februari 2002) was een Belgisch volksvertegenwoordiger en burgemeester.

## Levensloop
Handelaar van beroep, werd Leclère in 1938 gemeenteraadslid en in 1947 burgemeester van Mussy-la-Ville. Van 1946 tot 1948 was hij ook provincieraadslid voor de provincie Luxemburg.
In 1948 werd hij verkozen tot PSC-volksvertegenwoordiger voor het arrondissement Aarlen en vervulde dit mandaat tot in 1949.